# Xander Bogaerts
Xander Jan Bogaerts OON, född den 1 oktober 1992 i Oranjestad, är en arubansk-nederländsk professionell basebollspelare som spelar för San Diego Padres i Major League Baseball (MLB). Bogaerts är shortstop.
Bogaerts har tidigare spelat för Boston Red Sox (2013–2022). Han har vunnit World Series med Red Sox två gånger (2013 och 2018). Han har fyra gånger tagits ut till MLB:s all star-match och en gång till All-MLB First Team. Han har också vunnit fem Silver Slugger Awards.
Bogaerts representerade Nederländerna vid VM 2011, där laget vann guld. Han deltog också vid World Baseball Classic 2013, 2017 och 2023.